# Романенко Юрій Вікторович
Ю́рій Ві́кторович Романе́нко (*1 серпня 1944) — радянський космонавт, двічі Герой Радянського Союзу (1978, 1980), 85-й космонавт світу, льотчик-космонавт СРСР (№ 42), полковник, командир космічних кораблів «Союз-26», «Союз-27», «Союз-38», «Союз ТМ-2», «Союз ТМ-3», орбітальних станцій «Салют-6» і «Мир». Здійснив три космічні польоти загальною тривалістю 430 діб 18 годин 21 хвилина 31 секунда.

## Життєпис
Народився Юрій Романенко 1 серпня 1944 в селищі Колтубановський Бузулуцького району Оренбурзької області в сім'ї військового моряка. Закінчив середню школу № 23 міста Калінінград (у 1961). Після випуску працював бетонщиком, слюсарем.
З 1962 року служив у Радянській Армії. Член КПРС з 1965 року. У 1966 на відмінно закінчив Чернігівське вище військове авіаційне училище льотчиків, де залишився працювати інструктором.

### Космічна підготовка і польоти
З 1970 року Романенко — в загоні радянських космонавтів. Пройшов повний курс загальнокосмічної підготовки і підготовки до космічних польотів на кораблях типу «Союз». Здійснив три польоти в космос як командир екіпажа. Перший — 10 грудня 1977 року-16 березня 1978 року спільно з бортінженером Георгієм Гречко на кораблі «Союз-26» і орбітальному науково-дослідному комплексі «Салют-6». За час польоту екіпажа у складі Романенко та Гречко на орбітальному комплексі побували ще два екіпажі: космонавти Володимир Джанібеков і Олег Макаров на «Союзі-27» та перший міжнародний екіпаж у складі Олексія Губарєва і громадянина ЧССР Володимира Ремека на «Союзі-28». Під час польоту Романенко виконав один вихід у відкритий космос тривалістю 1 година 28 хвилин. Після завершення програми польоту Романенко і Гречко повернулися на Землю на борту космічного корабля «Союз-27». Загальна тривалість польоту їх склала 96 діб 10 годин і 7 секунд.
За мужність і героїзм, проявлені під час космічного польоту, указом Президії Верховної Ради СРСР від 16 березня 1978 року підполковникові Романенку присвоєно звання Героя Радянського Союзу з врученням ордена Леніна і медалі «Золота Зірка» (№ 11297). Також він отримав почесне звання льотчик-космонавт СРСР, «Герой ЧССР» і розряд «льотчик-космонавт 3 класу».
18 вересня 1980 року о 19:11 UTC Романенко злетів разом з космонавтом-дослідником, громадянином Республіки Куба Арнальдо Томайо Мендесом на кораблі «Союз-38». Після стиковки зі станцією «Союз-6» Тамайо і Романенко провели експерименти з метою з'ясування причин синдрому адаптації в космосі. Вони зробили довкола Землі 124 оберти. Приземлилися дослідники на відстані 180 км від Жезказгана вночі. Загалом політ тривав 7 діб 20 годин 43 хвилини 24 секунди.
26 вересня 1980 року Романенко став двічі Героєм Радянського Союзу зі врученням другої медалі «Золота Зірка» і другого ордена Леніна, а 30 вересня йому був присвоєний розряд «льотчик-космонавт 2 класу». Також цього року він отримав почесне звання «Герой Республіки Куба».
З 5 лютого по 29 грудня 1987 року Романенко здійснив третій політ в космос спільно з бортінженером Олександром Лавейкіним на «Союзі ТМ-2». Протягом 325 днів він працював на борту орбітальної станції «Мир». Під час польоту Романенко тричі — 11 квітня, 12 і 16 червня — разом з Лавейкіним працював у відкритому космосі. Загальна тривалість виходів — 8 годин 48 хвилин. В липні Лавейкіна змінив Олександр Александров. Це була перша часткова заміна основного екіпажу орбітальної станції в історії космонавтики. Повернувся на Землю Романенко 29 грудня разом з Олександром Александровим і Анатолієм Левченко на борту «Союза ТМ-3». Загальна тривалість польоту склала 326 діб 11 годин 37 хвилин 59 секунд.
29 грудня 1987 Романенко був нагороджений третім орденом Леніна, а 30 грудня йому присвоїли розряд «льотчик-космонавт 1 класу». Також цього року він отримав почесне звання «Герой Сирійської Арабської Республіки».
За три космічні рейси загальний наліт Романенка склав 430 днів 18 годин 21 хвилину 31 секунду.

### Відставка
У 1988 році Романенко пішов із загону космонавтів і до 1991 року займався суспільною діяльністю як член Центрального Комітету ВЛКСМ.
Проживає в Москві.

## Нагороди і вшанування

### Нагороди і звання
- Двічі Герой Радянського Союзу зі врученням медалей «Золота Зірка» (16 березня 1978, 26 вересня 1980)
- три ордени Леніна (16 березня 1978, 26 вересня 1980, 29 грудня 1987)
- орден Червоної Зірки (1976)
- Герой Чехословацької Соціалістичної Республіки (ЧССР) зі врученням медалі «Золота Зірка» (27 квітня 1978)
- Герой Республіки Куба зі врученням медалі «Золота Зірка» (1980)
- Золота медаль імені К. Е. Ціолковського Академії наук СРСР
- Золота медаль Чехословацької Академії наук
- Орден «Плайя Хірон» (Куба, 1980)
- Орден «Народна Республіка Болгарія» I ступеня (1979)
- Медаль «30-та річниця ВПС Республіки Куба» (1986)
- Медаль «100-ліття падіння іга Османа» (НРБ)
- Медаль «Братерство по зброї» I ступеня (ЧССР)
- Медаль «Мадарський кінник» I ступеня (Болгарія, 2008)
- 10 ювілейних медалей

### Пам'ятні знаки
- Бронзовий бюст на батьківщині космонавта, в селищі Котлубанівський
- бюст на території Чернігівського вищого військового авіаційного училища льотчиків

### Почесний громадянин міст
- Калуга (Росія)
- Бузулук (Росія)
- Аркалик (Росія)
- Джезказган (Казахстан)
- Братислава (Словаччина)
- Прага (Чехія)
- Х'юстон (США)
- Короп (Україна) (20.10.1978)

## Цікаві факти
- У Книзі рекордів Гіннеса за 1998 рік Юрія Романенка назвали найдосвідченішим космічним мандрівником, оскільки за 3 польоти він провів у космосі 430 діб 18 годин 21 хвилину[2].
- Син Юрія Романенка — Роман Юрійович — теж космонавт, другий потомствений космонавт у світі (після Сергія Волкова).